# Двориште (Берово)
Двориште (мкд. Двориште) је насеље у Северној Македонији, у источном делу државе. Двориште је у саставу општине Берово.

## Географија
Двориште је смештено у источном делу Северне Македоније, близу државне границе са Бугарском - 2 km источно од насеља. Од најближег града, Берова, насеље је удаљено 16 km јужно.
Насеље Двориште се налази у историјској области Малешево. У области Малешевских планина, јужно од Беровског поља. Надморска висина насеља је приближно 900 метара.
Месна клима је планинска због знатне надморске висине.

## Становништво
Двориште је према последњем попису из 2021. године имало 641 становника.
| Национални састав према попису из 2021.‍ | Национални састав према попису из 2021.‍ | Национални састав према попису из 2021.‍ | Национални састав према попису из 2021.‍ | Национални састав према попису из 2021.‍ |
| --------------------------------------- | --------------------------------------- | --------------------------------------- | --------------------------------------- | --------------------------------------- |
|                                         |                                         |                                         |                                         |                                         |
| Македонци                               | Македонци                               |                                         | 515                                     | 80,3%                                   |
| непописани                              | непописани                              |                                         | 126                                     | 19,7%                                   |

Већинска вероисповест месног становништва је православље.